# IC 1607
IC 1607 је спирална галаксија у сазвјежђу Кит која се налази на листи објеката дубоког неба у Индекс каталогу.
Деклинација објекта је + 0° 35' 14" а ректасцензија 0h 58m 48,9s. Привидна величина (магнитуда) објекта IC 1607 износи 13,6 а фотографска магнитуда 14,5. IC 1607 је још познат и под ознакама UGC 611, MCG 0-3-47, CGCG 384-51, PGC 3512.